# Chysis bruennowiana
Chysis bruennowiana là một loài thực vật có hoa trong họ Lan. Loài này được Rchb.f. & Warsz. mô tả khoa học đầu tiên năm 1857.

## Hình ảnh

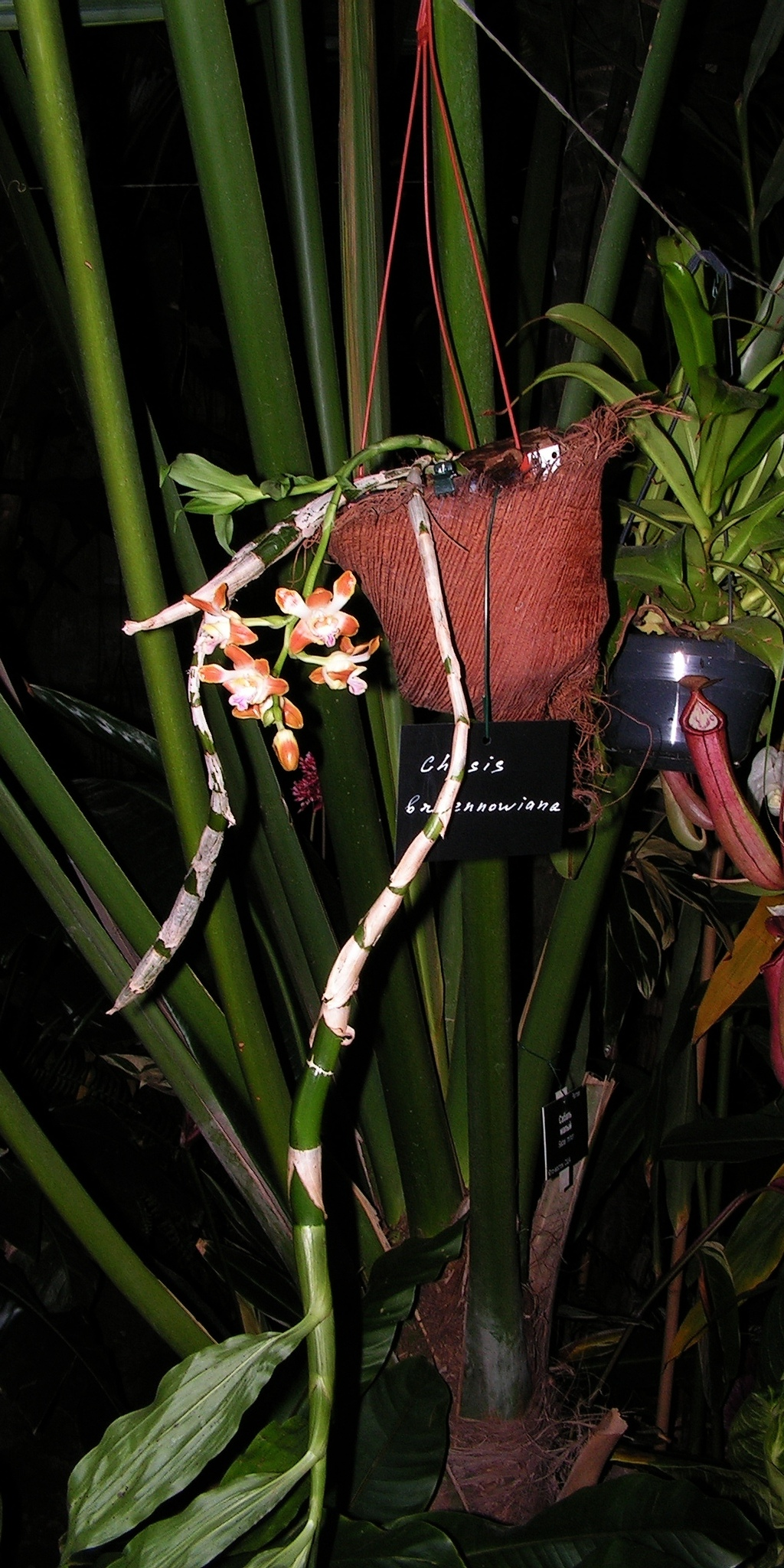
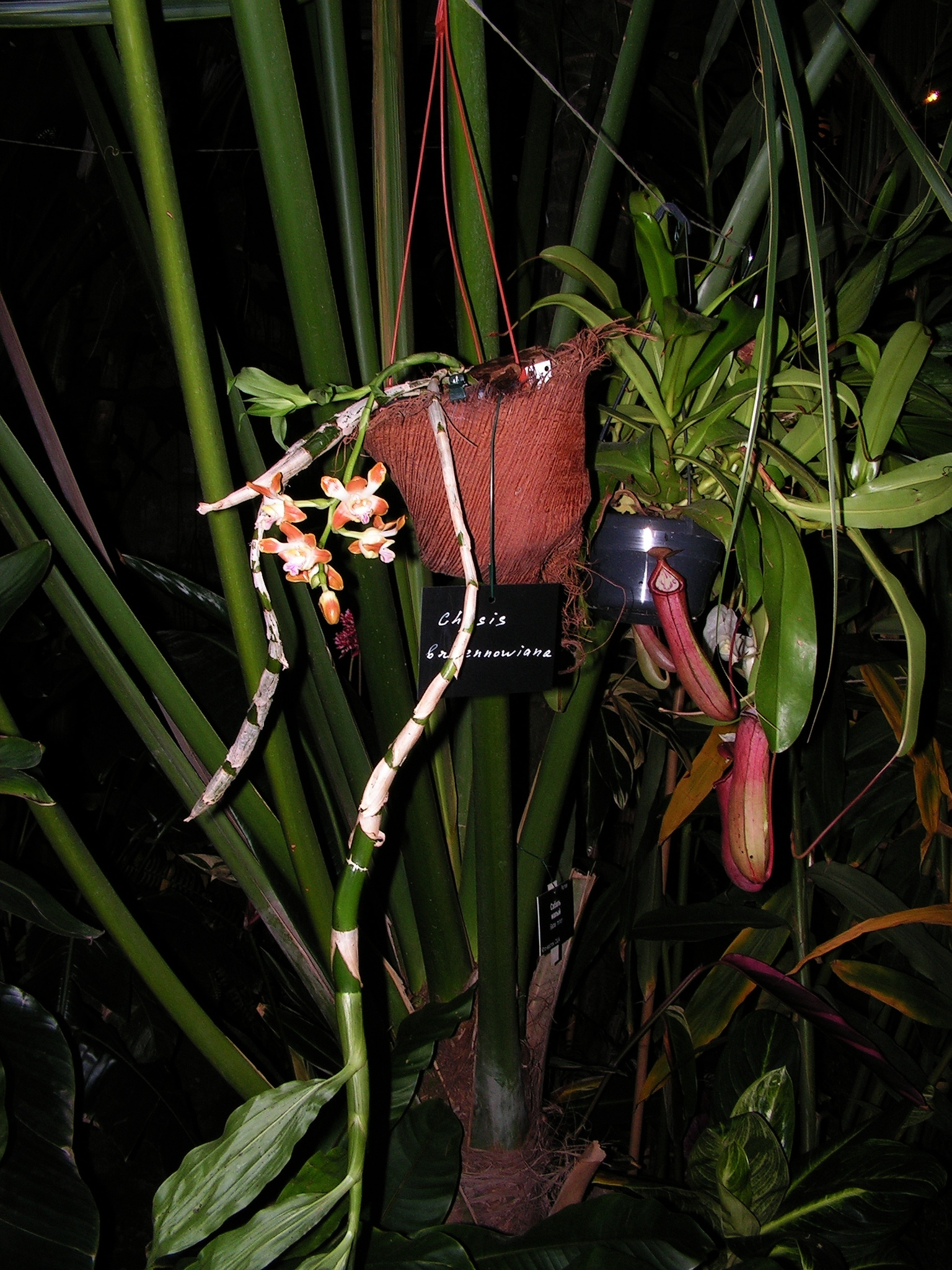